# Hippocamelus
Hippocamelus is een geslacht van zoogdieren uit de  familie van de hertachtigen (Cervidae). De wetenschappelijke naam van het geslacht werd in 1816 gepubliceerd door Friedrich Sigismund Leuckart.

## Soorten
Er worden 2 soorten in dit geslacht geplaatst:
- Hippocamelus antisensis (d'Orbigny, 1834) – Peruviaanse huemul
- Hippocamelus bisulcus Molina, 1782 – Chileense huemul